# Albardagracht

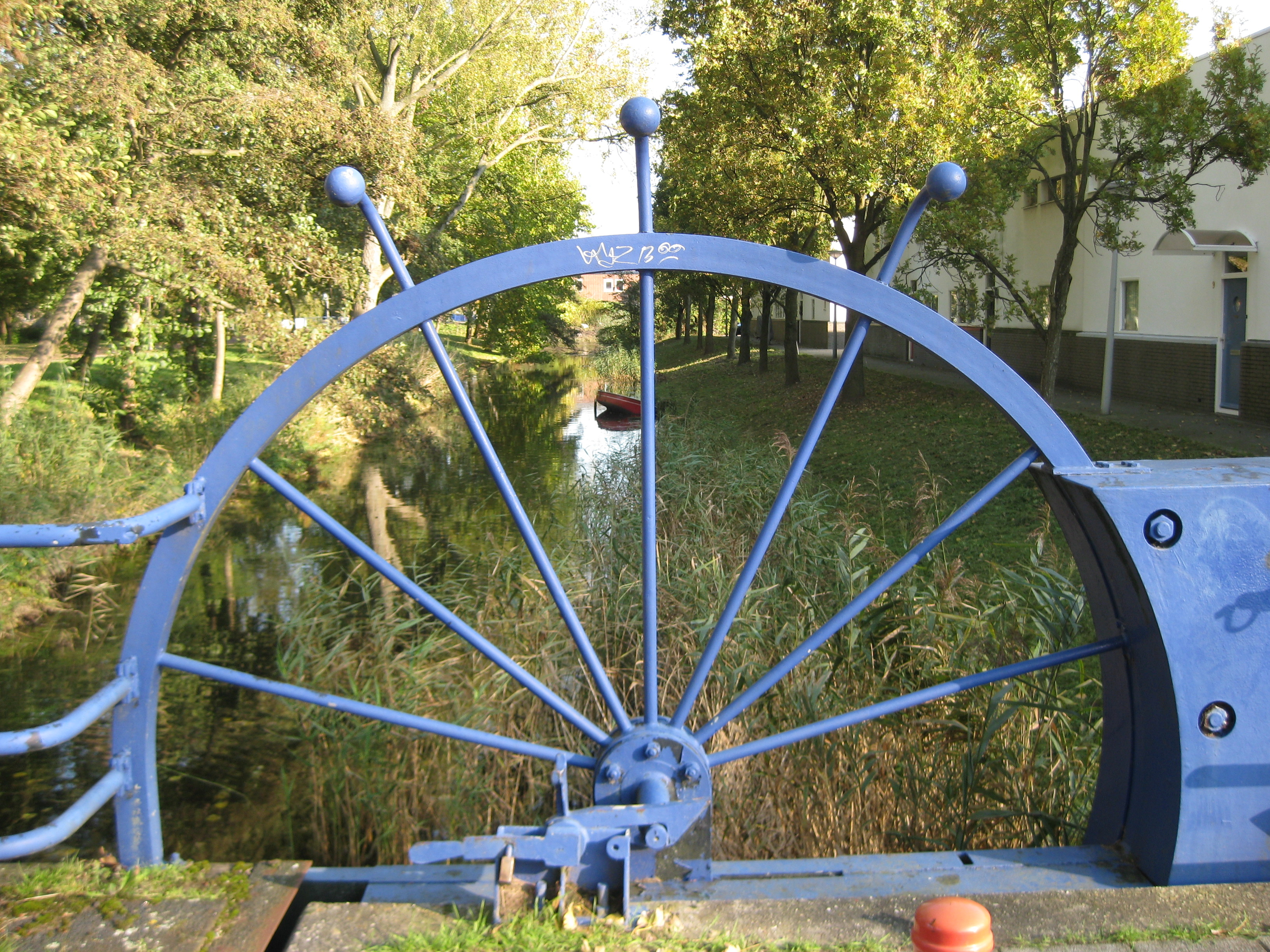
Brug 626, in de Nannie van Wehlstraat over het smalle begin van de Albardagracht

De Albardagracht is een gracht in de Amsterdamse wijk Geuzenveld. De gracht kreeg haar naam in 1957 en is vernoemd naar de politicus Willem Albarda. De Albardakade loopt niet langs deze gracht.
De gracht loopt van oost naar west van het Eendrachtspark naar de buurt Eendracht. De gracht is in de tweede helft van de jaren vijftig gegraven en heeft een functie voor de waterhuishouding in Amsterdam Nieuw-West.
Van begin jaren zestig tot eind jaren negentig kruiste de Abraham Kuyperlaan ongelijkvloers met een viaduct de gracht. Dit viaduct lag er 20 jaar ongebruikt bij en is daarna slechts 15 jaar voor het verkeer gebruikt waarna het werd afgebroken. Een deel van de oorspronkelijke bebouwing is sinds die tijd vervangen door nieuwbouw in het kader van de stadsvernieuwing.
Alleen op de noordkade loopt een weg met dezelfde naam. Op de zuidoevers is wel bebouwing, maar dan zonder straat direct langs het water.
Voor Albardagracht nr. 1 ('t Kabouterhuis) ontwierp Marjet Wessels Boer het Kabouterhuis-hek. 